# Etowah (Arkansas)
Etowah è un comune degli Stati Uniti d'America, situato in Arkansas, nella contea di Mississippi.